# Капитан Алатристе (фильм)
«Капита́н Алатри́сте» (исп. Alatriste) — приключенческий фильм 2006 года режиссёра Агустина Диаса Янеса. Снят по циклу романов испанского писателя Артуро Переса-Реверте.

## Сюжет
Действие фильма происходит в Испании XVII века. Время правления Филиппа IV и заката империи. Капитан Диего Алатристе на самом деле не капитан — это его прозвище. Он ветеран войн во Фландрии. В мирное время он наёмник, который выполняет грязные поручения разных знатных особ, в том числе самого короля: убить неизвестных иностранцев или похитить золото у контрабандистов, хотя самому Алатристе эти поручения не приносят ни славы, ни богатства. Он всю жизнь любит актрису Марию де Кастро, но не может жениться на ней. Он воспитывает сына своего погибшего боевого товарища — Иньиго Бальбоа. Среди его друзей — граф Гуадальмедина, обязанный жизнью капитану Алатристе, и великий поэт Франсиско де Кеведо. Пик и финал бурной жизни Алатристе — битва при Рокруа, где он отклоняет предложенную французами почётную капитуляцию со словами:

Передайте герцогу Энгиенскому, что мы от души его благодарим. Но это испанская терция.Оригинальный текст (исп.)Decid a señor duque de Enghien que agradecemos sus palabras. Pero es un tercio español.

## История создания
Сценарий фильма написан на основе цикла из пяти романов Артуро Переса-Реверте. Первый роман был опубликован в 1996 году, соавтором его значилась дочь писателя — Карлотта. Первоначально на главную роль планировали пригласить Антонио Бандераса, но затем выбор режиссёра пал на Вигго Мортенсена.

## В ролях
| Актёр                | Роль                              |
| -------------------- | --------------------------------- |
| Вигго Мортенсен      | «капитан» Диего Алатристе         |
| Хавьер Камара        | граф-герцог Оливарес              |
| Елена Анайя          | Анхелика де Алькесар              |
| Унакс Угальде        | Иньиго Бальбоа                    |
| Хуан Эчанове         | Франсиско де Кеведо               |
| Эдуард Фернандес     | Себастьян Копонс                  |
| Ариадна Хиль         | Мария де Кастро                   |
| Энрико Ло Версо      | Гвальтерио Малатеста              |
| Бланка Портильо      | падре Эмилио Боканегра            |
| Эдуардо Норьега      | граф Гуадальмедина                |
| Пако Тоус            | капитан-генерал Франсиско де Мело |
| Пилар Лопес де Айала | жена Малатесты                    |

## Съёмочная группа
- Режиссёр — Агустин Диас Янес
- Автор сценария — Агустин Диас Янес, по роману Артуро Переса-Реверте
- Оператор — Пако Фемения / Paco Femenía
- Художник-постановщик — Бенхамин Фернандес
- Композитор — Роке Баньос
- Исполнительные продюсеры — Белен Атиенса и Иньиго Марко

## Награды и номинации

### Награды
- 2007 — Премия Golden India Catalina за лучшую режиссуру Августину Диас-Янесу на Кинофестивале в Картагене.
- 2007 — Премия «Гойя»:
  -  — за лучшие костюмы — Франческе Сартори;
  -  — лучшему художнику-постановщику — Беньямину Фернандесу;
  -  — Best Production Supervision — Cristina Zumárraga.

### Номинации
- 2007 — Golden India Catalina на лучший фильм (Кинофестиваль в Картахене).
- 2007 — на Европейскую кинопремию за лучшие костюмы (Франческе Сартори).
- 2007 — на Премию «Гойя»:
  - лучшему кинооператору — Пако Фемениа;
  - лучшему режиссёру — Августину Диас-Янесу;
  - лучшему фильму;
  - лучшему актёру — Вигго Мортенсену;
  - лучшему сценаристу — Августину Диас-Янесу.